# استان اوئایاگا
استان اوئایاگا (به اسپانیایی: Provincia del Huallaga) یک منطقهٔ مسکونی در پرو است که در منطقه سن مارتین واقع شده‌است.
 استان اوئایاگا ۲٬۳۸۰٫۸۵ کیلومتر مربع مساحت و ۲۷٬۵۰۶ نفر جمعیت دارد.